# Utazók pálmája
Az utazók pálmája vagy legyezőbanán (Ravenala madagascariensis) az egyszikűek (Liliopsida) osztályának gyömbérvirágúak (Zingiberales) rendjébe, ezen belül a papagájvirág-félék (Strelitziaceae) családjába tartozó faj.
A Ravenala nemzetség egyetlen faja.

## Előfordulása
Az utazók pálmája az egyik legkedveltebb parkfa; hazája Madagaszkár. Nagyobb, betelepített állományok találhatók Mauritiuson és Réunionon.

## Megjelenése
A törzs csúcsán függőlegesen, egy síkban legyezőszerűen álló, igen nagy levelei üstököt alkotnak. A növény legfeljebb 30 méter magas fa, eleinte azonban hosszú ideig törzs nélkül fejlődik. Levele a banánéhoz hasonló, 1–4 méter hosszúságú, hosszú nyelű; a főérre csaknem merőleges oldalerek között a levéllemez gyakran szárnyszerűen beszakadozik. Krém fehér virága, akár 20 centiméter hosszú is lehet; a hat sziromból kettő összenőtt, hat porzója van. A virágzat a levélnyelek között fejlődik, legfeljebb 85 centiméter hosszú, 5–15 erőteljes, zöld, csónak alakú buroklevéllel, melyek mindegyike 10–16 virágot vesz körül. Termése háromrekeszű, fásult tok, kék, húsos burokkal (magköpennyel) körülvett magokkal.

## Egyéb
Neve arra a legendára utal, hogy az utazóknak a fa mindig friss ivóvízzel szolgált. Valóban az U alakú keresztmetszetű levélnyelek alján bőségesen gyűlik össze esővíz, de ezt alighanem csak az értékeli, aki már közvetlenül a szomjhalál előtt áll. Ez a „forrás” ugyanis tele van rothadó levelekkel, szúnyoglárvákkal és hasonló gusztustalan dolgokkal. Az is mese, miszerint a levéllegyezők a természetben mindig észak-déli irányban állnak. A szokatlanul erőteljes virágok maguktól nem tudnak kinyílni, csak a lemurok, Madagaszkár tipikus állatainak segítségével. Az utazók pálmája bőséges nektárral jutalmazza meg őket.

## Képek

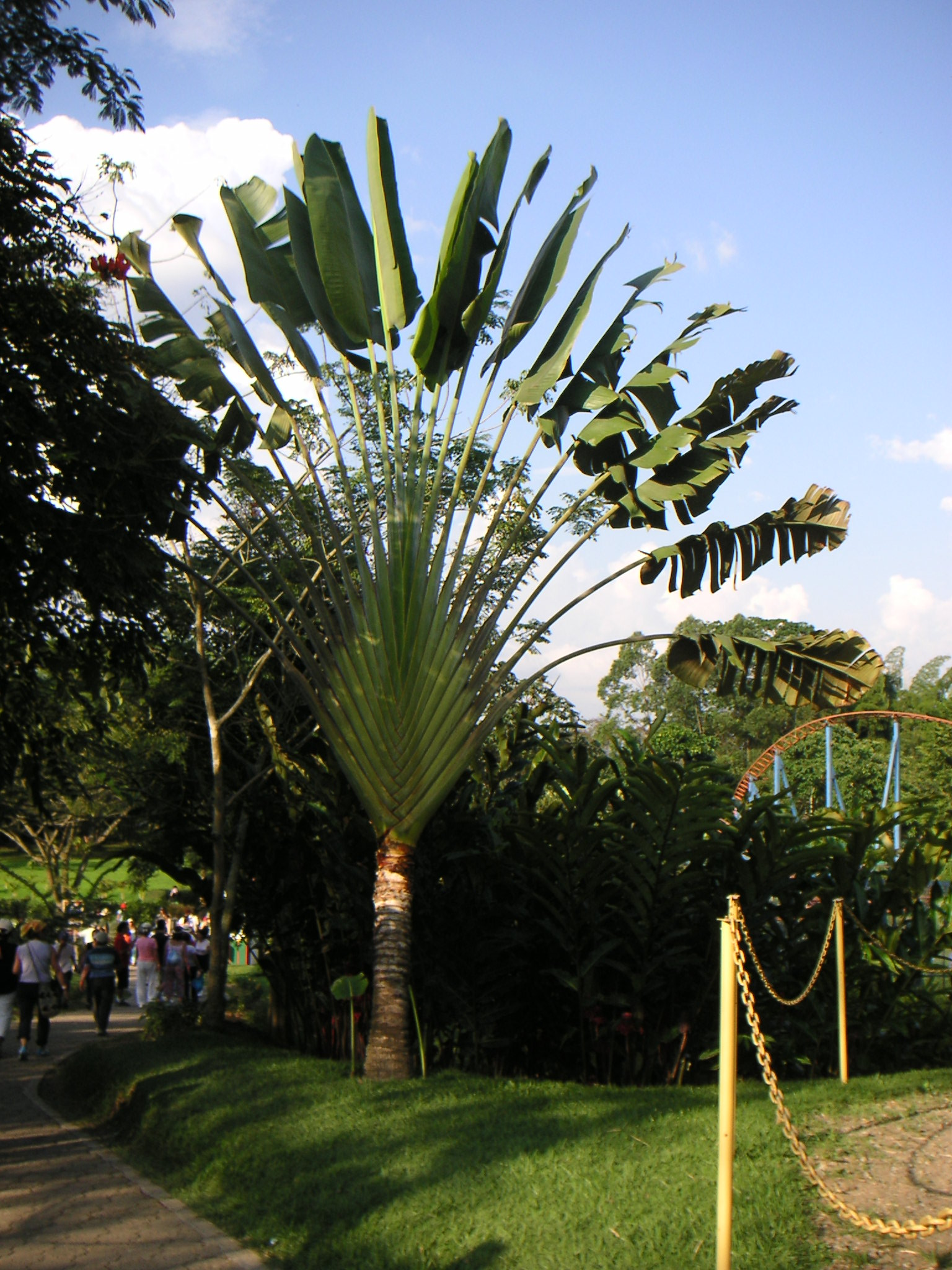
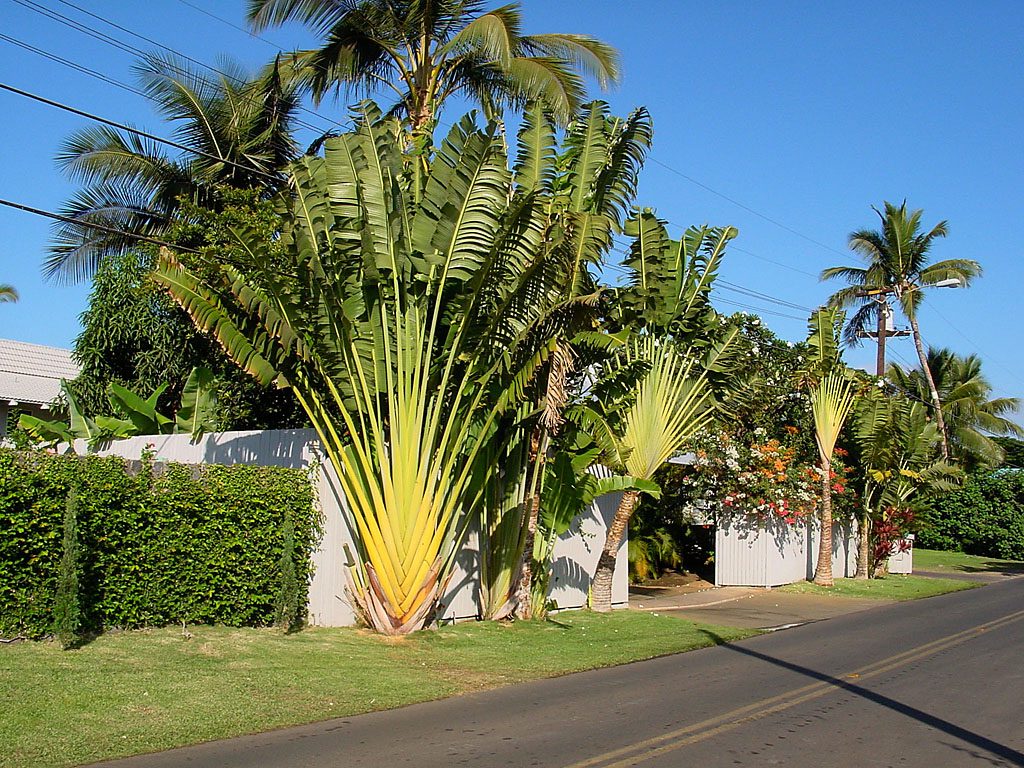
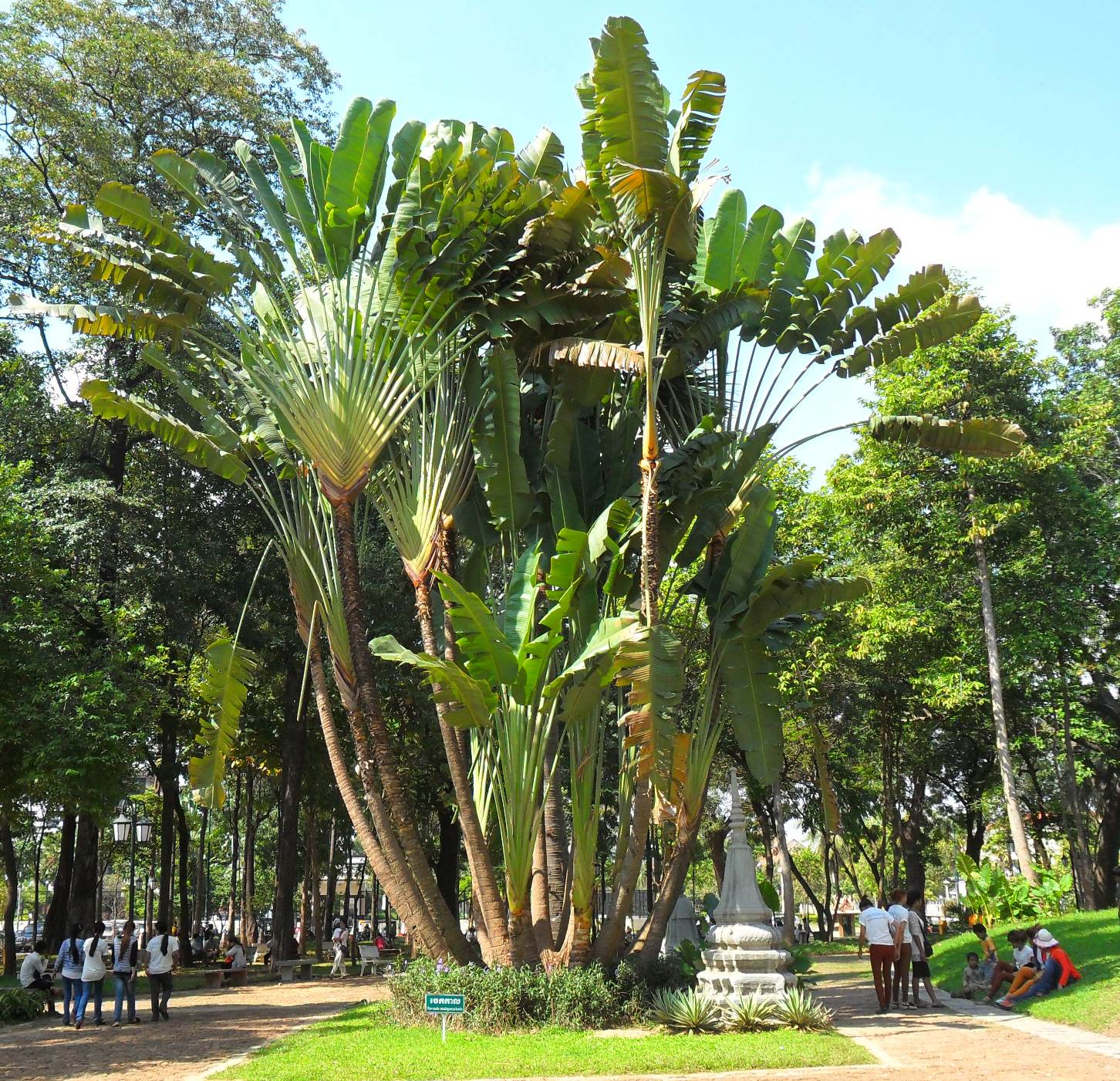
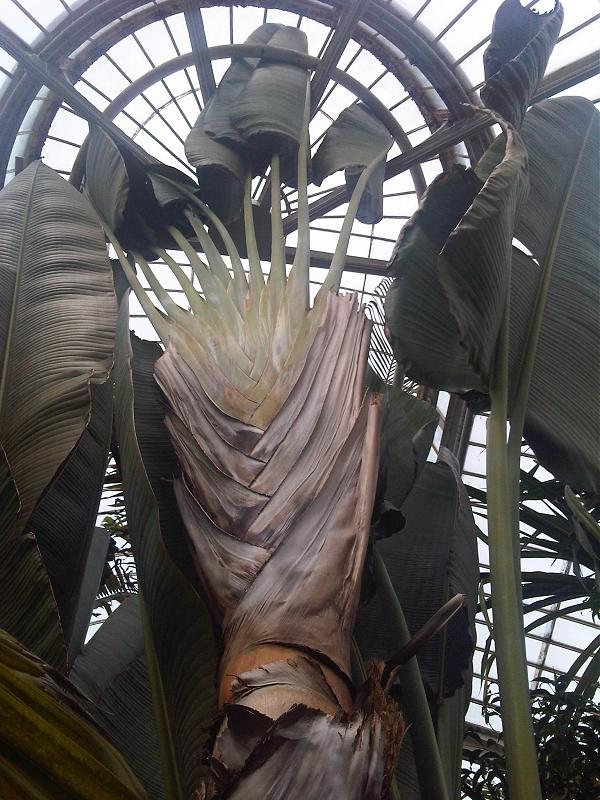
Utazók pálmája az angliai Kew Gardens-ban
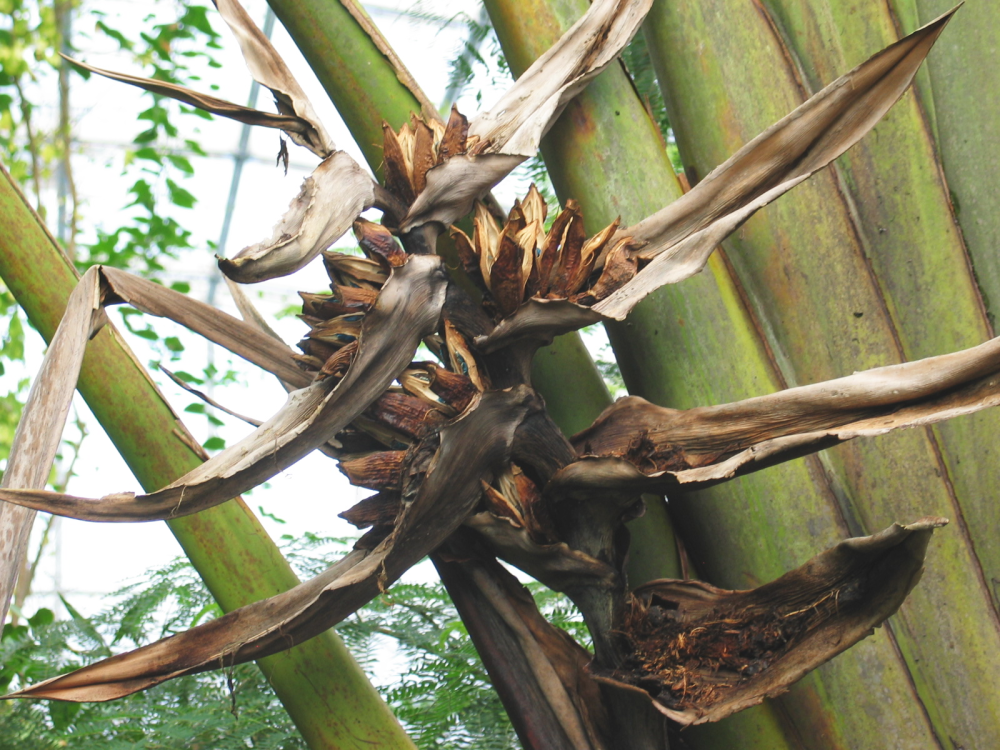
Termései
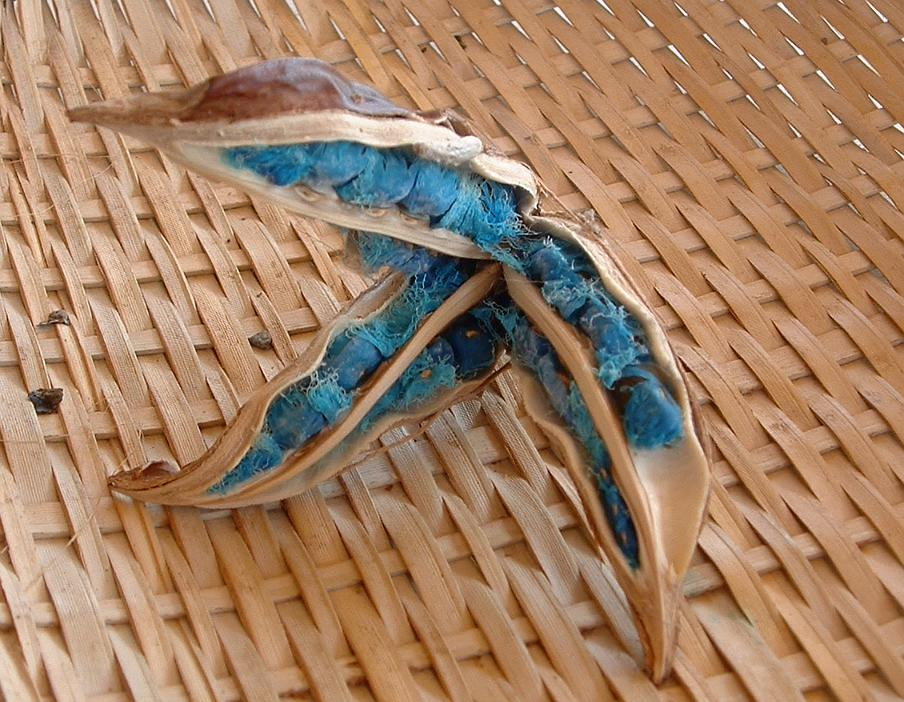
Magvai
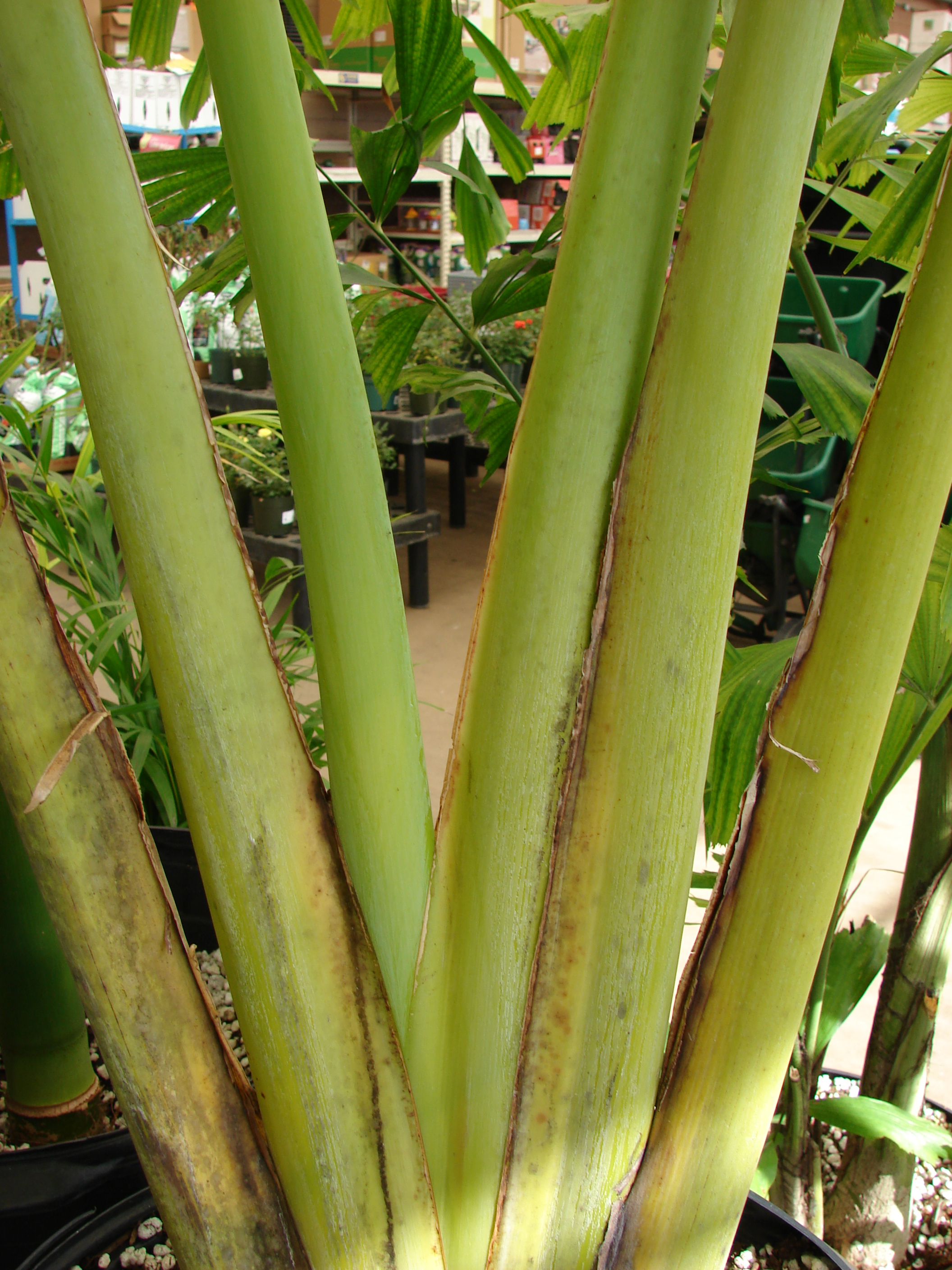
Levélnyelei
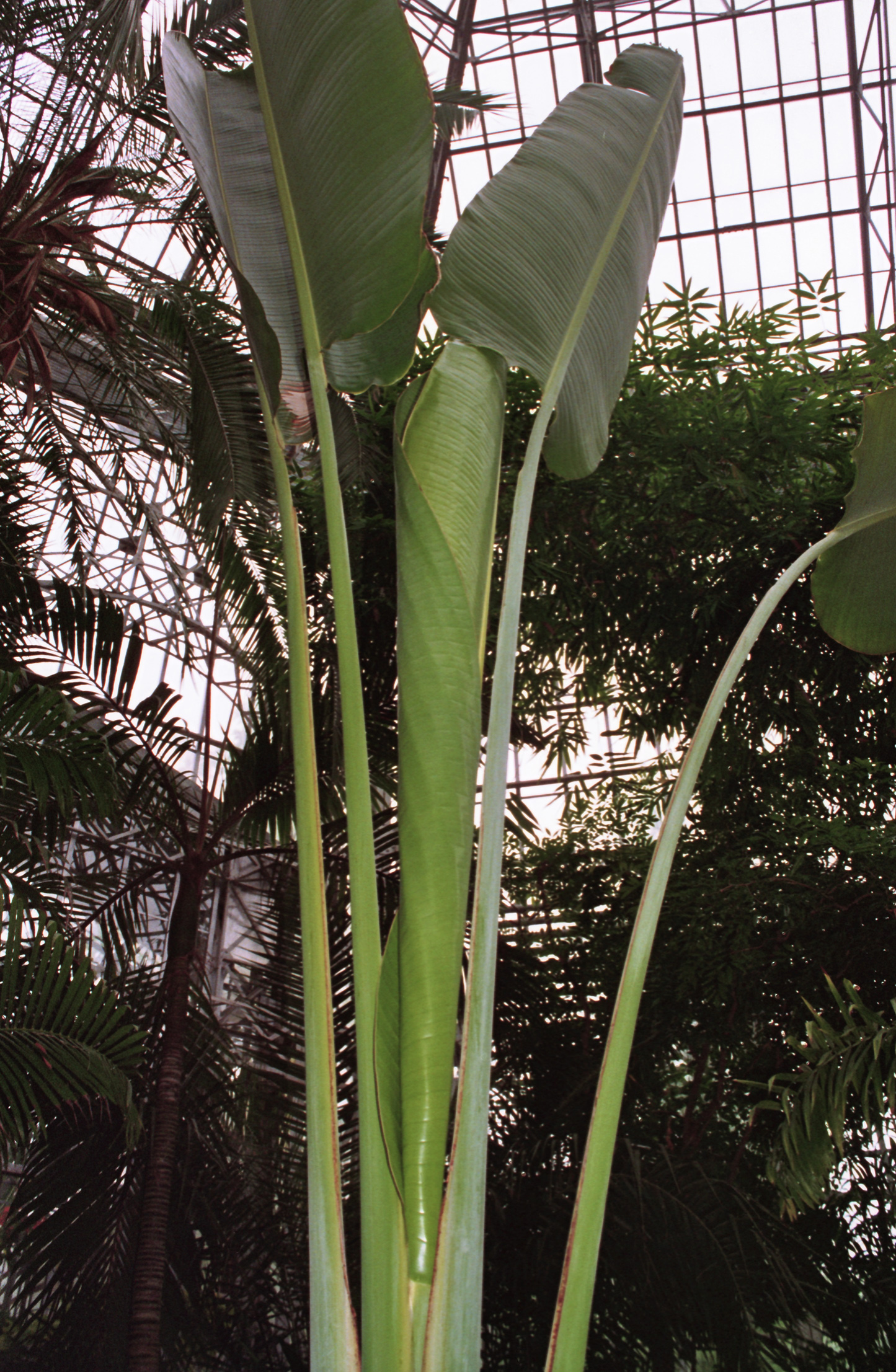
és levelei
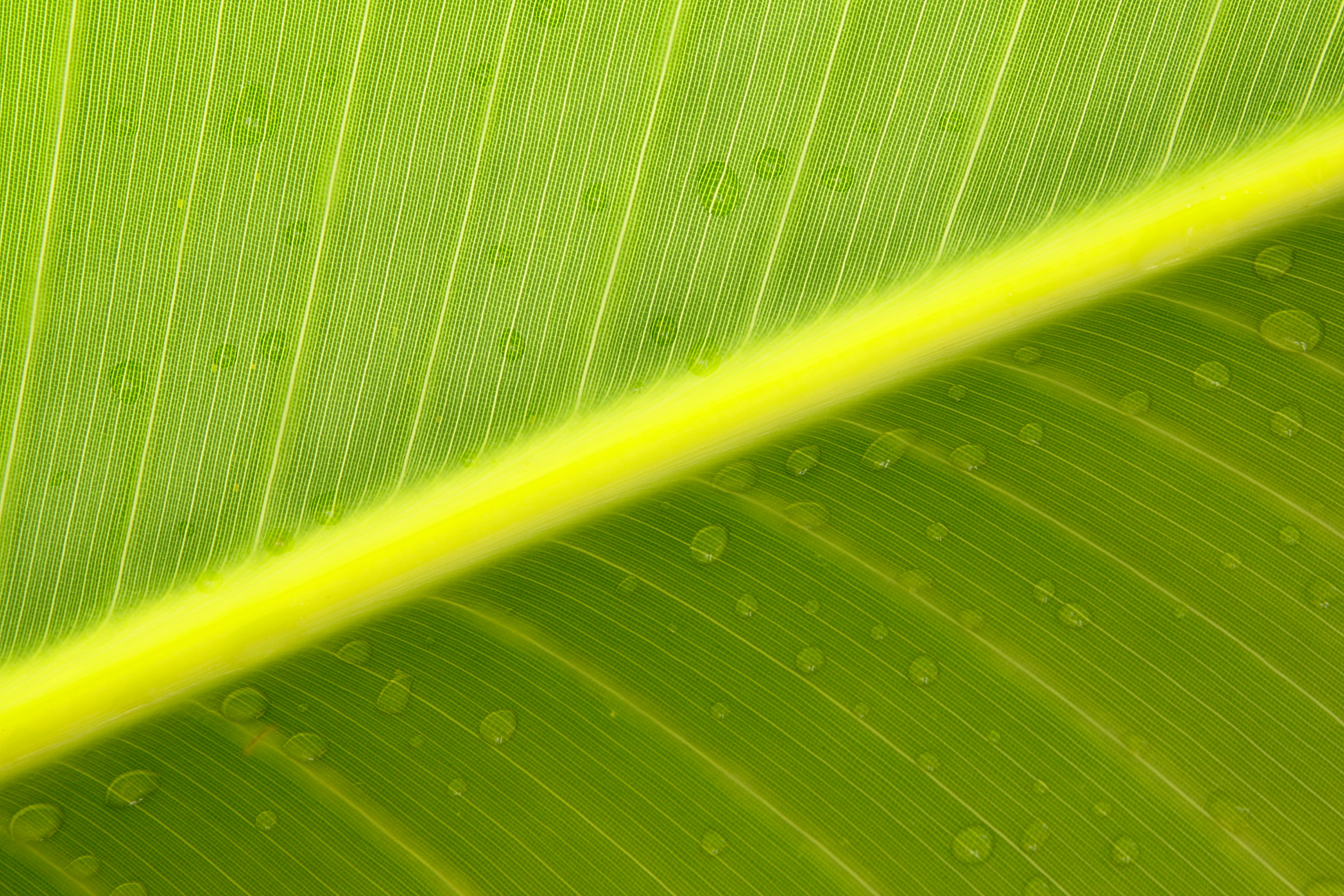
A levél főere
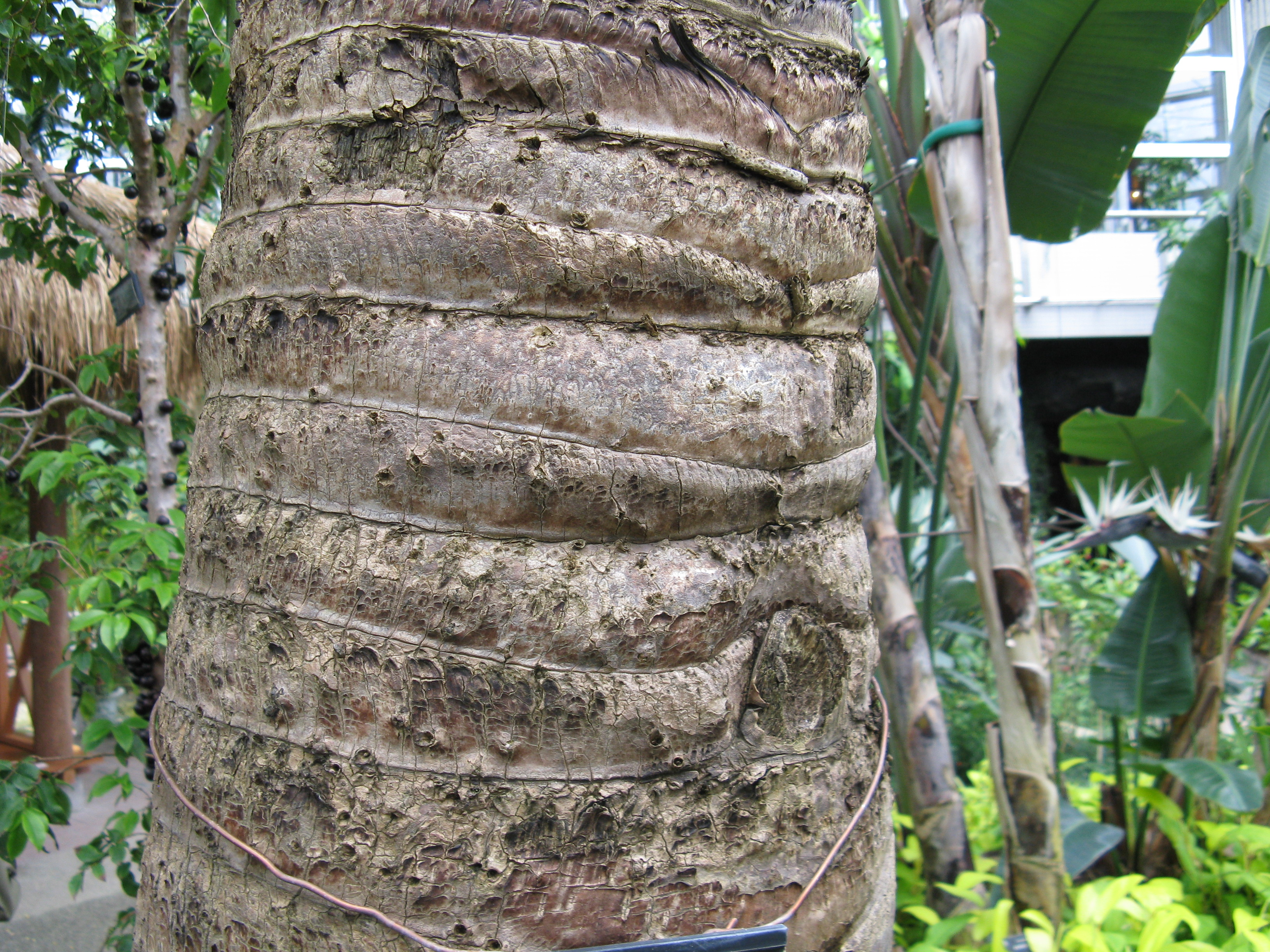
Törzse
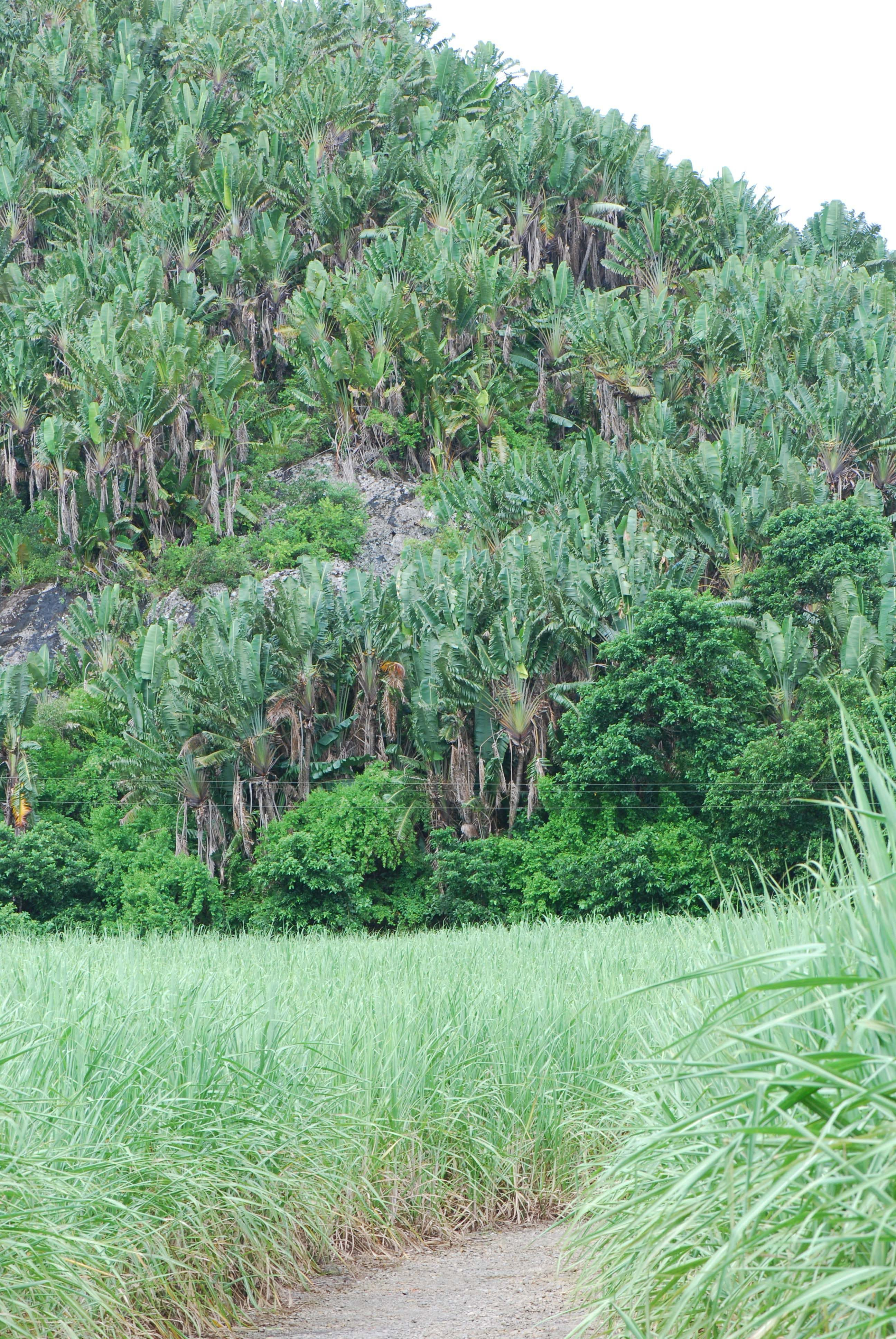
Mauritiusi állománya
Madagaszkár címerén